# امانوئل بوآلو دو کاستلنو
امانوئل بوآلو دو کاستلنو (انگلیسی: Emmanuel Boileau de Castelnau; ۱ ژانویهٔ ۱۸۵۷ – ۱ ژانویهٔ ۱۹۲۳) دوچرخه‌سوار، راننده خودروی مسابقه‌ای، کوهنورد، و ورزشکار دو و میدانی اهل فرانسه بود.